# Rex Bellator

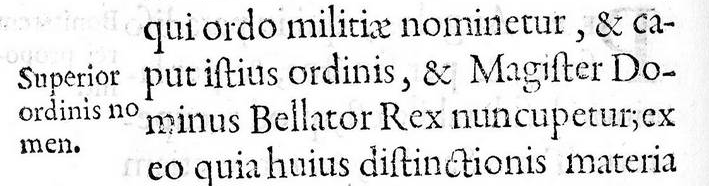
Extrait du Liber de fine, de Raymond Lulle, créant le terme Rex Bellator.

Rex Bellator (« Roi guerrier », en français) est le terme forgé par Raymond Lulle en 1305 pour désigner un projet dont l'objectif est d'unifier les ordres militaires dans le but de reconquérir la Terre sainte, à la suite de la perte du royaume de Jérusalem à partir de 1291 (chute de Saint-Jean-d'Acre).

## Origines
C'est en 1305, dans son Liber de fine, que Raymond Lulle créé le terme de Rex Bellator pour désigner l'homme qui, dans son esprit, devait unifier les ordres militaires pour devenir ensuite roi de Jérusalem.
Le terme ne fait en fait que consacrer les longs débats qui agitent la Chrétienté depuis la chute de Saint-Jean-d'Acre en 1291, qui déchaîne alors des critiques contre la « trahison » des ordres chargés de défendre la Terre sainte, tout en envisageant sa reconquête. Ces critiques demandent parfois une dissolution de tel ordre considéré comme négligent (Rostanh Berenguier réclame ainsi la dissolution de l'ordre du Temple), mais préfèrent en général une solution visant à les fusionner.
Raymond Lulle, qui de son côté a envisagé comme solution pour mettre fin aux rivalités entre ordres de les placer sur différents fronts (Afrique du Nord et « Turquie », Turquia), se déclare finalement en faveur d'un ordre unique, qui aurait pour nom « l'ordre du Saint-Esprit ». Le pape lui-même déclare que la « voix commune » réclame la fusion des ordres.

## Résultats

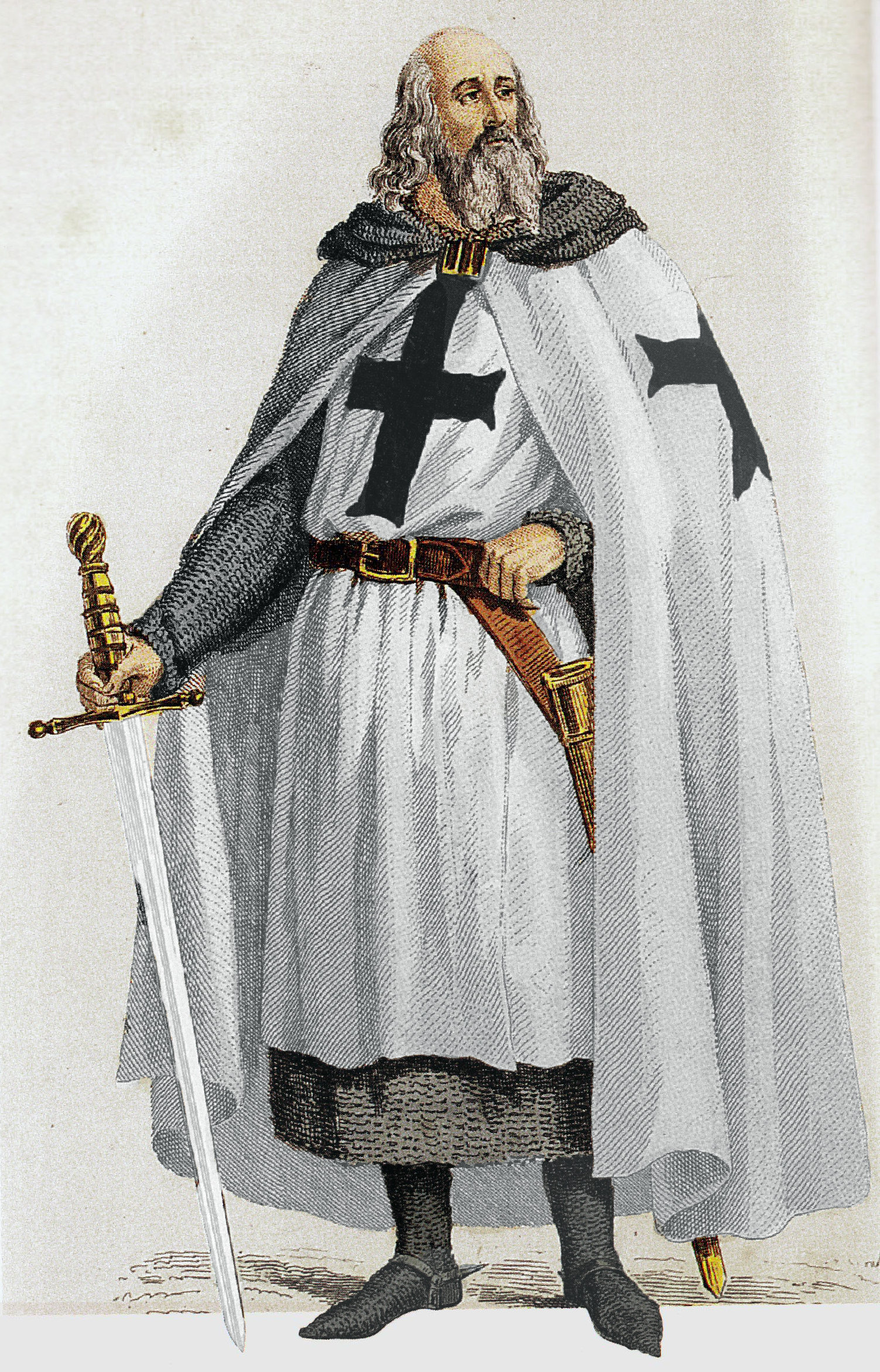
Représentation imaginaire de Jacques de Molay (XIXe siècle).

Mis ainsi en demeure de s'unir pour devenir plus efficace pour la conquête et la préservation de la Terre sainte, les ordres militaires ne réagissent que de façon décevante. Les deux ordres directement au cœur de la rivalité tant critiquée, Templiers et Hospitaliers, qui se sont repliés à Chypre en 1291, n'y font pas grand-chose d'autre que d'organiser leurs nouveaux quartiers généraux. Lorsqu'en 1306 le pape Clément V les consulte pour connaître leur avis sur une croisade, les chefs des deux ordres (Jacques de Molay pour les Templiers, et Foulques de Villaret pour les Hospitaliers) lui répondent en recommandant - sans doute à juste titre - l'embargo du commerce avec l'Égypte. Mais Jacques de Molay rejette catégoriquement l'idée d'une fusion, soulignant au contraire les avantages d'une séparation entre les ordres.